# ریزکاشانه

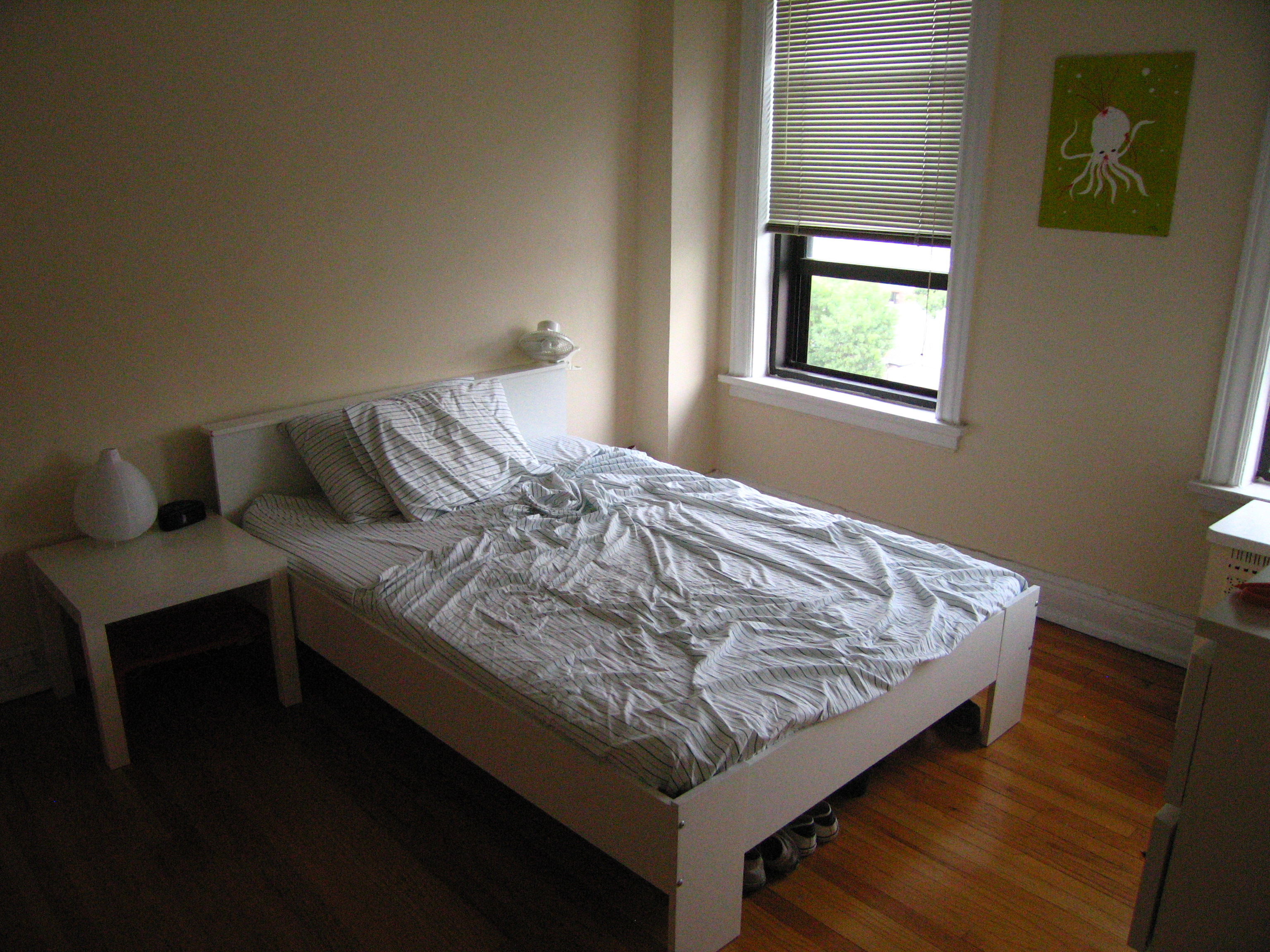
اتاق‌خواب ریزکاشانه‌ها باید کوچک باشد و ممکن است به عنوان اتاق نشیمن نیز استفاده شوند.

ریزکاشانه، ریزمتراژ، خانه ژاپنی، خانه کپسولی یا میکروآپارتمان (به انگلیسی: microappartement) نام‌هایی است که مقامات کشوری، شهرداری‌ها و انبوه سازان در سده ۱۴ شمسی به واحدهای ۲۵ تا ۳۵ مترمربعی نسبت داده‌اند؛ هرچند تعریف جهانی آن، یک خانه شامل فضای نشیمن، فضای خواب، حمام و آشپزخانه با مساحت ۱۴ تا ۳۲ متر مربع است. بجز اتاق خواب و اتاق نشیمن اختصاصی، دیگر اجزای خانه مانند آشپزخانه، مستراح، رختشویی و حمام بعضاً اشتراکی هستند و معمولاً این کاشانه‌ها دارای پارکینگ، نورخان و بام باغ مشاع هستند.
ریزکاشانه‌ها اغلب با تخت‌های کشویی، میزها و صندلیهای تاشو و وسایل بسیار کوچک یا مخفی طراحی می‌شوند.
ریزکاشانه‌ها در مراکز شهری اروپا، ژاپن، هنگ کنگ و آمریکای شمالی در حال اقبال عمومی هستند و سود را برای توسعه‌دهندگان و صاحبخانه‌ها به حداکثر می‌رسانند و مسکن با قیمت نسبتاً پایین ارائه می‌کنند. در سال ۲۰۱۰ در رم، جایی که میانگین قیمت هر متر مربع ملک ۷۸۰۰ دلار بود، ریزکاشانه‌ها به اندازه ۴ متر مربع! آگهی می‌شدند.